# Xot de Clark
El xot de Clark (Megascops clarkii) és una espècie d'ocell de la família dels estrígids (Strigidae). Habita boscos de muntanya de Costa Rica, Panamà i zona limítrofa de Colòmbia. El seu estat de conservació es considera de risc mínim.